# Murrunatta Conservation Park
Murrunatta Conservation Park är en park i Australien. Den ligger i delstaten South Australia, omkring 280 kilometer väster om delstatshuvudstaden Adelaide. Murrunatta Conservation Park ligger 57 meter över havet.
Trakten runt Murrunatta Conservation Park är nära nog obefolkad, med mindre än två invånare per kvadratkilometer.. Närmaste större samhälle är Wangary, omkring 10 kilometer väster om Murrunatta Conservation Park.
Trakten runt Murrunatta Conservation Park består till största delen av jordbruksmark. Genomsnittlig årsnederbörd är 585 millimeter. Den regnigaste månaden är juni, med i genomsnitt 126 mm nederbörd, och den torraste är januari, med 16 mm nederbörd.